# Supersky
Supersky er Humleriddernes fjerde album, fra 2003.

## Trackliste
1. "Tissemyrer"
2. "2. Sal MF"
3. "Danmarks Bedste Boyband"
4. "Hmmmm"
5. "Græsk For Begyndere"
6. "Figuren"
7. "Den Lille Genmanipulator"
8. "Mandag"
9. "Navlestrengen"
10. "Røvkaffe"
11. "Hr. Enten Og Hr. Eller"
12. "Ham & Ham"
13. "Fuck A'"
14. "Koncert Mod Indavl"
15. "Ser Det Ske!"
16. "Piratens Sidste"
17. "Den Næste" (Om Bjørne Og Heste)
18. "Nye Øjne"